# Ukrspecsystems
Ukrspecsystems (укр. «Укрспецсистемс») — українське оборонне підприємство, що виготовляє безпілотні літальні апарати та військову електроніку.
Місія компанії полягає в тому, щоб допомогти приватним дослідникам і урядам, а також військовим підрозділам у вивченні та використанні технологій дронів і квадрокоптерів.

## Історія
Компанію було засновано 2014 року, після початку Війни на сході України. За словами засновників, це сталось через нестачу боєздатних БпЛА в силах оборони та високу вартість закордонної техніки.
Представили бойовий безпілотник Mini Shark на Міжнародній виставці оборонної промисловості 2023 у Стамбулі.
15 квітня 2024 року Укрпошта випустила нові поштові марки, присвячені українській зброї — «Зброя Перемоги. Зроблено в Україні», серед яких був і SHARK.

## Продукція
- PD-1 (2014)
- PD-2 (2020)
- Gekata (2021) — комплекс РЕР на базі PD-2
- Shark (2022)
- Mini Shark (2023)
- Shark-M (2025)

Компанія також пропонує електроніку та обладнання для власних та інших БПЛА: стартові катапульти, підвісні камери, вантажні модулі, комплекти конверсії для ВЗП, наземні станції керування тощо.